# 1 Reyes 4
1 Reyes 4 es el cuarto capítulo de los Libros de los Reyes de la Biblia hebrea o Primer Libro de los Reyes del Antiguo Testamento de la Biblia cristiana El libro es una compilación de varios anales que registran los actos de los reyes de Israel y Judá por un compilador deuteronómico en el siglo VII a. C., con un suplemento añadido en el siglo VI a. C.. Este capítulo pertenece a la sección centrada en el reinado de Salomón sobre el reino unificado de Judá e Israel (1 Reyes 1 a 11). Este capítulo se centra en el reinado de Salomón, el rey de Israel.

## Texto
Este capítulo fue escrito originalmente en lengua hebrea y desde el siglo XVI se divide en 53 Versículos.

### Testigos textuales
Algunos de los primeros manuscritos que contienen el texto de este capítulo en hebreo pertenecen a la tradición del Texto Masorético, que incluye el Códice de El Cairo (895), el Códice de Alepo (siglo X) y el Códice Leningradensis (1008).
También existe una traducción al griego koiné conocida como Septuaginta, realizada en los últimos siglos a. C.. Los manuscritos antiguos existentes de la versión Septuaginta incluyen el Codex Vaticanus (B; {\displaystyle {\mathfrak {G}}}B; siglo IV) y el Codex Alexandrinus (A; {\displaystyle {\mathfrak {G}}}A; siglo V). 

## Análisis
La estructura de los primeros 28 Versículos de este capítulo se centra en la abundante provisión de la mesa de Salomón:
A Los funcionarios y oficiales reales de Salomón (4:1-19)
B Judá e Israel comen, beben y se regocijan (4:20)
C Salomón gobierna reinos entre el Éufrates y Egipto (4:21)
D Provisiones de la mesa de Salomón (4:22-23)
C' Salomón gobierna reinos entre el Éufrates y Egipto (4:24)
B' Judá e Israel viven en seguridad (4:25)
A' Los oficiales mantienen la casa de Salomón (4:26-28)
La sección que va de 1 Reyes 4:29 a 1 Reyes 5:12 está organizada como un quiasmo:
A La sabiduría de Salomón (4:29-34)
B Hiram envía sirvientes a Salomón (5:1)
C El mensaje de Salomón a Hiram (5:2-6)
B' Respuesta de Hiram a Salomón (5:7-11)
A' La sabiduría de Salomón (5:12)

## Los funcionarios y oficiales reales de Salomón (4:1-19)
La estructura ordenada del reino muestra la calidad de la sabiduría de Salomón, que da como resultado ciudadanos felices y prósperos, cumpliendo no sólo la promesa abrahámica (Génesis 22:17), sino también el fruto de la conquista de Josué (Josué 11:23).. Una comparación con la lista de oficiales de David (2 Samuel 8:16-18; 20:23-26) demuestra la continuidad y el desarrollo de la corte, con el aumento del número de ministros: algunos permanecieron (Ado[ni]ram] y Josafat), otros fueron destituidos (Joab y Abiatar), uno ascendido (Benaía), y otros como recompensas a los seguidores de su partido (el hijo de Sadoc, Azarías, y los hijos de Natán en el Versículo 5).  Se asignaron gobernadores provinciales en las doce provincias de Israel, principalmente del norte de Israel, sin incluir Jerusalén y la tierra de Judá, ni las «posesiones extranjeras» (Versículos 7-19). La organización geográfica de la lista es interesante: comienza con las montañas centrales de Efraín, se desplaza hacia el norte (Neftalí, Aser e Isacar) y concluye con el sur y el sudeste (Benjamín y Gad).

### Versículo 6
Y Ahishar estaba a cargo de la casa; y Adoniram hijo de Abda estaba a cargo del tributo.'
- «Sobre la casa»: de על-הבית,  'al-ha-bā-yiṯ; una posición mencionada por primera vez aquí, indicando el creciente tamaño de la corte real; más tarde en la corte de Acab y Ezequías (cf. 1 Reyes 18:3; 2 Reyes 18:18; Isaías 22:15).[16]
- «Adoniram»: también mencionado en 1 Reyes 5:14 y 1 Reyes 12:18 donde el nombre se deletrea «Adoram» (cf. 2 Samuel 20:24);[12] también deletreado como «Hadoram» (2 Crónicas 10:18).[17] Fue apedreado hasta la muerte por los israelitas a quienes Roboam lo envió, como recaudador de tributos, después de la rebelión de las diez tribus a Jeroboam.[18]
- «El tributo»: o «trabajo forzado» (RVA), no es lo mismo que la fuerza de trabajo israelita en 1 Reyes 5:13 (cf. 1 Reyes 11:28; 12:3-4).[12].

## Prosperidad y sabiduría de Salomón (4:20-34)
.

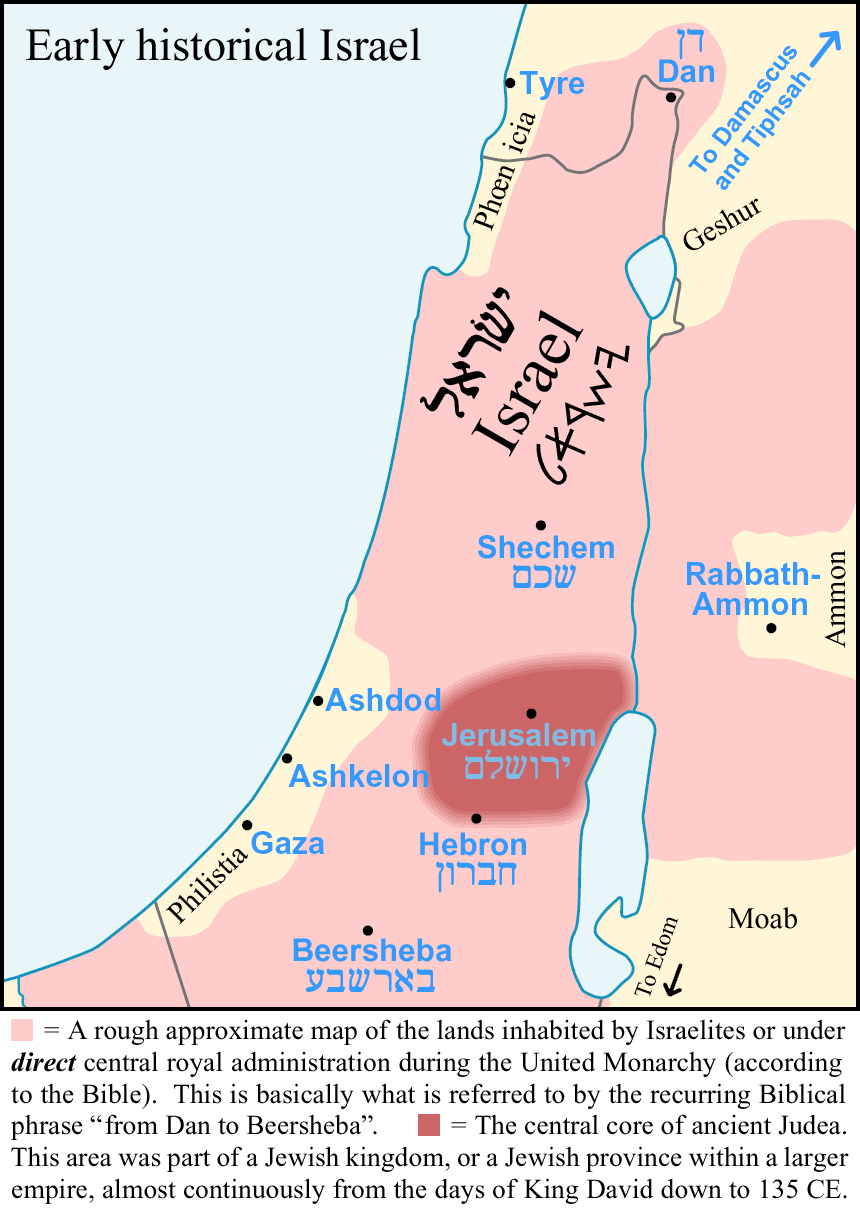
Un mapa de Israel durante la Monarquía Unida (Tiphsah era un puesto comercial en el norte de Siria, en el recodo del Alto Éufrates)

Bajo Salomón, el reino prosperó y tuvo seguridad frente a los estados vecinos desde el Éufrates hasta Egipto, mientras que la administración del estado se había hecho más grande y centralizada desde los tiempos de Saúl. Versículos 29-34 se centran en la sabiduría de Salomón, un círculo completo de la historia de Salomón desde 1 Reyes 3:1-15, más en el aspecto académico, en lugar de como rey o juez. En la época de Salomón, la ciencia ya era internacional, y los textos de sabiduría de todo el Cercano Oriente antiguo (como se ha encontrado en la arqueología) contenían conocimientos generales acumulados. Salomón es nombrado autor del muchos proverbios (Versículo 32; Proverbios 10:1; 25:1; de ahí también 1:1) y del canciones (Salmo 72, Salmo 127; Cantar 1:1).  También tiene la capacidad de enumerar la creación en orden natural (Versículo 33; cf. Job 38-39, Salmo 104, y Génesis 1).